# 출생지주의
출생지주의(出生地主義, jus soli )는 국적 취득에 있서 출생한 국가의 국적이 부여되는 방식이다. 현재 미국, 캐나다 등에서 사용되고 있다. 대립하는 개념으로 혈통주의가 있다.
많은 국가들은 혈통주의를 채택하고 있지만 예외적으로 출생지주의를 함께 채택하는 국가도 많은데, 무국적자의 감소에 관한 협약에 가입한 국가들은 자국 영역에서 무국적 부모 사이에서 출생한 자에게 국적을 부여한다. 대한민국과 조선민주주의인민공화국은 이 협약에 가입하지 않았으나 자국 영역에서 무국적 부모 사이에서 출생한 자에게 국적을 부여하고 있다.

## 현존 출생지주의 국가

출생지주의를 채택한 국가.
절대적 출생지주의 국가
부분적 출생지주의 국가
출생지주의를 폐지한 국가

### 절대적 출생지주의 국가
절대적 출생지주의는 소수 국가에서 시행되고 있는 정책이다. 미국, 캐나다를 비롯하여 대개 중, 남미 일대 등에서 채택하고 있다.
출생지주의를 채택하고 있는 나라:
- 미국[1][2]
- 캐나다
- 앤티가 바부다
- 아르헨티나
- 바베이도스
- 벨리즈
- 볼리비아
- 브라질
- 캄보디아[3]
- 칠레
- 콜롬비아
- 코스타리카
- 도미니카 연방
- 에콰도르
- 엘살바도르
- 피지
- 그레나다
- 과테말라
- 가이아나
- 온두라스
- 자메이카
- 레소토
- 멕시코
- 니카라과
- 파키스탄
- 파나마
- 파라과이
- 페루
- 세인트키츠 네비스
- 세인트루시아
- 세인트빈센트 그레나딘
- 트리니다드 토바고
- 투발루
- 우루과이
- 베네수엘라
- 🇹🇩 차드

### 부분적 출생지주의 국가
부모가 자국민이 아닐 경우 영주권자의 자녀, 또는 합법체류자의 자녀에 한해 출생시부터 국적을 부여하는 출생지주의를 적용하는 국가들이 있다.
- 오스트레일리아 - 부모 중 한 명이 자국민이거나, 영주권자일 때 호주에서 태어난 자녀에게 국적을 부여한다. 그렇지 않은 호주에서 태어난 아동의 경우 10살이 될 때 호주에서 살고 있다면 국적을 부여한다.[4] 1986년 8월 20일 이전까지 호주 출생자는 부모의 국적과는 상관없이 자동으로 호주 국적을 부여받았다.

- 뉴질랜드 - 2006년 이전까지는 절대적 출생지주의 국가였다. 이로써 2005년 12월 31일까지 뉴질랜드에서 태어난 사람은 부모의 국적과는 상관 없이 뉴질랜드 시민권자이다. 2006년 1월 1일부터는 부모 중 한명이 뉴질랜드 시민권자 / 영주권자, 호주 시민권자 / 영주권자인 경우에만 시민권이 부여되고 있다. 또한 뉴질랜드의 경우 국외 출생자의 경우 1대까지만 시민권 승계를 허용하며, 국외에서 태어난 뉴질랜드 시민권자가 자신의 아이를 국외에서 낳으면 시민권을 승계할 수 없다.
- 영국 - 부모 중 한명이 자국민이거나, 영주권자일 때 영국에서 태어난 자녀에게 국적을 부여한다. 1983년 이전까지 영국 출생자는 자동으로 영국 국적을 부여받았다.
- 아일랜드 - 부모 중 한명이 자국민이거나, 영주권자일 때 영국에서 태어난 자녀에게 국적을 부여한다.
- 이탈리아 - 출생 당시 부모 중 한명이 EU 소속 국가의 국적일 경우 4년간 거주하면 이탈리아 국적을 부여한다. 또는 EU 소속 국적이 아닐 경우에는 이탈리아에서 출생하고 10년 동안 거주하면 이탈리아 국적을 받을 수 있다.
- 프랑스 - 프랑스에서 출생하고 만 13세까지 거주하면 프랑스 국적을 받을 수 있다.
- 독일 - 2000년 1월 1일부터 부모 중 한명이 독일 영주권자이거나, 독일에서 총 8년 이상 합법적으로 거주했다면 독일 국적을 부여받는다.

## 원정출산
절대적 출생지주의 국가에서는 자국의 영토에서 태어나는 사람에게는 부모의 신분과는 관계없이 시민권을 부여하기 때문에, 이를 노린 원정출산이 성행하고 있다. 특히 미국과 캐나다에서 아시아계와 남미계 부모들을 중심으로 아이에게 시민권을 주려는 원정출산이 유행했으며 지금도 원정출산 대행 업체가 운영중에 있다. 2013년 중국에서는 약 4만명의 임산부가 원정출산을 위해 미국으로 출국한 것으로 알려졌다.

## 같이 보기
- 국적법